# Melese babosa
Melese babosa là một loài bướm đêm thuộc phân họ Arctiinae, họ Erebidae.